# Aresceutica
Aresceutica is een geslacht van rechtvleugeligen uit de familie veldsprinkhanen (Acrididae). De wetenschappelijke naam van dit geslacht is voor het eerst geldig gepubliceerd in 1896 door Karsch.

## Soorten
Het geslacht Aresceutica omvat de volgende soorten:
- Aresceutica morogorica Dirsh, 1954
- Aresceutica subnuda Karsch, 1896
- Aresceutica vansomereni Kevan, 1956